# .lv
.lv е интернет домейн от първо ниво за Латвия. Представен е през 1993. Поддържа се и се администрира от Института по математика и компютърни науки към Латвийския университет.